# Hylorchilus
Hylorchilus és un gènere d'ocells de la família dels troglodítids (Troglodytidae) endèmic de Mèxic.

## Taxonomia
Segons la Classificació del Congrés Ornitològic Internacional (versió 15.1, 2025) aquest gènere està format per dues espècies:
- Cargolet becfí (Hylorchilus sumichrasti Lawrence, 1871)
- Cargolet de Nava (Hylorchilus navai Crossin & Ely, 1973)